# Cyathea praeceps
Cyathea praeceps är en ormbunkeart som beskrevs av Alan Reid Smith. Cyathea praeceps ingår i släktet Cyathea och familjen Cyatheaceae. Inga underarter finns listade.